# Liste der Monuments historiques in Bouillancy
Die Liste der Monuments historiques in Bouillancy führt die Monuments historiques in der französischen Gemeinde Bouillancy auf.

## Liste der Bauwerke
| Bezeichnung              | Beschreibung                  | Standort | Kennzeichnung | Schutzstatus | Datum | Bild           |
| ------------------------ | ----------------------------- | -------- | ------------- | ------------ | ----- | -------------- |
| Kirche St-Pierre-St-Paul | Erbaut ab dem 12. Jahrhundert | (Lage)   | PA00114542    | Classé       | 2012  | weitere Bilder |